# Шляхта
Шля́хта (на полски: szlachta, произхожда или от старо-високонемското slahta – род, или от немски: Schlacht – сражение) е названието на дворянството в Кралство Полша, Великото литовско княжество, а после и в Люблинската уния и Жечпосполита. След поделбите на Жечпосполита и анексирането на западните ѝ територии от Руската империя, терминът навлиза и в руския език и се използва до началото на XIX в., а в южните покрайнини на Руската империя до края на XIX в., обозначвайки дворянството с произход от някогашната Жечпосполита. 
Терминът се използва и в Чехия (Šlechta) и Словакия (Šľachta), както и в страните, които някога са били част от Жечпосполита (Полша, Украйна, Беларус (Šlachta, Šliachta) и Литва (Šlėkta)), обозначавайки дворянството.

## Полша
Полското дворянство първоначално било изключително военно съсловие, което с течение на времето успява да извоюва правото на изборна монархия. Сложните взаимоотношения между монархията и шляхтата, както и широкообхватните привилегии на шляхтата, са една от основните причини за упадъка на Полско-литовската държава през XVIII в. Шляхтичи са били 10% до 30% от населението на Полша, което значително превишава процента на дворянството в други страни. Шляхтата е отменена като съсловие през 1921 г.
В полската хералдика, гербовете на шляхтата, могат да съдържат шляхтска корона.